# Linton-Smith Nunataks
Linton-Smith Nunataks är nunataker i Antarktis. De ligger i Östantarktis. Australien gör anspråk på området.